# دلتا المرقب
في تسمية باير دلتا المرقب (بالإنجلزية: Delta Telescopii δ Tel, δ Telescopii ) اسم مشترك بين نجمين هما المرقب δ¹ و المرقب δ² وهما منفصلان بنسبة 0.16 درجة في السماء. دلتا 2 المرقب هو نجم عملاق أزرق وأبيض بقدر ظاهري +5.07. و يبعد حوالي 1100 سنة ضوئية من الأرض.